# Исповедь ангела
И́споведь а́нгела — дебютный альбом московской группы «Оракул», вышел в октябре 2010 года на лейбле Irond Records.

## Об альбоме
В него вошли лучшие песни, которые группа создала за 5 лет существования, начиная с песен 2005 года и заканчивая свежими композициями, которые только увидели свет. Частично переаранжированные и переписанные старые треки обрели новую жизнь, и две новые песни — «Дети порока» и «Час волка» заняли достойное место в репертуаре коллектива. Стиль — традиционный хард-н-хеви.
Почти сразу после выхода альбома группу покидает Евгений Полярник. Было принято решение не искать замену, а просто немного изменить аранжировки песен, переложив часть гитарных партий на клавиши.
Фото, дизайн обложки и буклета — Дмитрий Филиппов. В альбом вошли 8 песен.

## Список композиций
| №  | Название              | Текст песни       | Музыка            | Длительность |
| -- | --------------------- | ----------------- | ----------------- | ------------ |
| 1. | «Дети порока»         | Дмитрий Кружечкин | Дмитрий Кружечкин | 2:57         |
| 2. | «Один в темноте»      | Дмитрий Кружечкин | Дмитрий Кружечкин | 5:13         |
| 3. | «Вслед за луной»      | Дмитрий Кружечкин | Владимир Бондарев | 6:12         |
| 4. | «Азраил»              | Дмитрий Кружечкин | Дмитрий Кружечкин | 4:11         |
| 5. | «Час волка»           | Дмитрий Кружечкин | Дмитрий Кружечкин | 3:27         |
| 6. | «Лабиринт твоих снов» | Дмитрий Кружечкин | Владимир Бондарев | 5:39         |
| 7. | «Еретик»              | Андрей Чугунов    | Дмитрий Кружечкин | 5:21         |
| 8. | «Эпилог»              | Дмитрий Кружечкин | Дмитрий Кружечкин | 4:42         |

## Участники записи
- Кружечкин «Ричи» Дмитрий — вокал
- Полярник Евгений — гитара
- Хрипунов Дмитрий — гитара
- Плющов Алексей — бас-гитара
- Кружечкина Елена — клавишные
- Яковлев Данила — ударные